# Mikwe (Bircza)

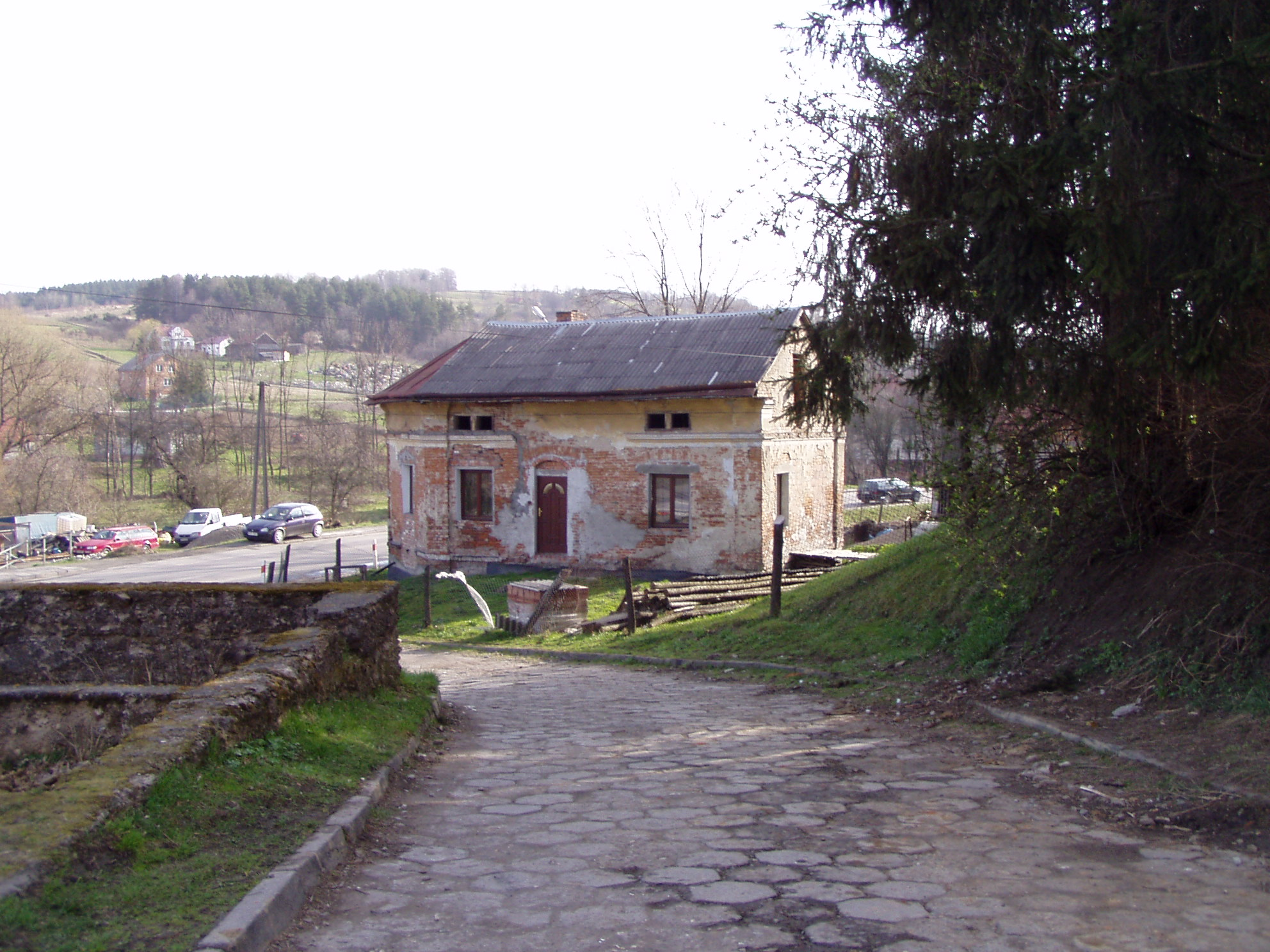
Mikwe in Bircza (2007)

Die Mikwe in Bircza, einer polnischen Stadt im Powiat Przemyski der Woiwodschaft Karpatenvorland, wurde im 19. Jahrhundert errichtet.
Die ehemalige Mikwe wurde zu einem Wohnhaus umgebaut.